# Dieter Pothmann
Dieter Pothmann (* 28. November 1927 in Düsseldorf; † 28. Mai 2023 ebenda) war ein deutscher Fabrikant, Papieringenieur und Papierhistoriker.

## Leben
Pothmann entstammte mehreren alten Papiermacherfamilien. Die Eltern waren der Papierfabrikant Kurt Pothmann (1898–1984) und Erna Jagenberg (1902–1997). Er hatte zwei jüngere Brüder Gert (1931–2008) und Eberhard (* 1943).
Die Mutter des Vaters entstammte der Papiermacherfamilie Schulte, deren Tätigkeit auf verschiedenen Papiermühlen vornehmlich im Märkischen Teil des Sauerlands sich bis zum Dreißigjährigen Krieg zurückverfolgen lässt. Mütterlicherseits reichte die professionelle Traditionslinie bis zum Ururgroßvater Johann Ferdinand Jagenberg (1794–1871) zurück, der 1826 die Solinger Papiermühle und 1838 die Altenkirchener Papiermühle kaufte.
Pothmann hatte wie sein Vater an der Technischen Hochschule Darmstadt bei Walter Brecht den Grad eines Diplom-Ingenieurs im Fach des Papieringenieurwesens erlangt. Er war damit bestens für die Position eines Geschäftsführers der am 15. Februar 1886 in Bilk gegründeten Papierfabrik Julius Schulte (seit 1903: Julius Schulte Söhne) qualifiziert, die er nach dem Ausscheiden des Vaters gemeinsam mit dem Bruder Gert wahrnahm. Sein unternehmerisches Interesse galt der Aufbereitung von Altpapier zu Wellpappenrohpapier. Die Firma Julius Schulte Söhne fertigte dies zunächst allein am Standort Düsseldorf-Bilk, dann auch in der im sächsischen Trebsen erworbenen Papierfabrik. Letztere hatte als VEB Zellstoff- und Papierfabriken Trebsen zum Kombinat Zellstoff und Papier Heidenau gehört und war ursprünglich 1893 von Anton Wiede gegründet worden.
Beim Zellcheming, der Vereinigung von Zellstoff- und Papier-Chemikern sowie Ingenieuren, engagierte er sich für Fragen der Abfallvermeidung und des Papierrecyclings. Von 1976 bis 1996 war er Obmann des unter seiner Ägide entstandenen Fachausschusses für Altpapierverwertung.
Zwei Persönlichkeiten aus seinem Familienverband motivierten sein Interesse an papierhistorischen Fragestellungen. Alfred Schulte (1900–1944), ein Onkel 2. Grades, war seit 1938 erster Leiter der vom Zellcheming in Mainz gegründeten Forschungsstelle Papiergeschichte. Die vom Ururgroßvater Friedrich Schulte (1802–1872) hinterlassenen Lebenserinnerungen bildeten den Ausgangspunkt für drei Vorträge und deren Veröffentlichung.
Nach dem Ausscheiden aus der Geschäftsführung wandte sich Dieter Pothmann verstärkt papiergeschichtlichen Themen zu. Er und seine Ehefrau Ine (Ingrid) Pothmann-Tack (1940–2022) engagierten sich beim Deutschen Arbeitskreis für Papiergeschichte (DAP) und der Internationalen Arbeitsgemeinschaft der Papierhistoriker (IPH). Seit 2006 organisierte Dieter Pothmann zusammen mit Johannes Follmer mehrfach in zweijährigem Abstand in der Papiermühle Homburg ein eintägiges „Papierhistorisches Seminar“ für die Studierenden des Papierfachs an der Technischen Universität Darmstadt.
Seine Forschungen befassten sich u. a. mit den Gesuchen des Papiermachers Adolph Keferstein in Weida zur Unterstützung des Baues einer Papiermaschine und dem Papierfabrikanten und Papiermaschinenbauer Johannes Oechelhäuser. Auf vier Touren in den Jahren 1999 bis 2003 schlossen sich seine Frau und er Forschungsreisen von Elaine und Sidney Koretsky an, die in China und in Myanmar den Spuren der traditionellen Handpapiermacherei nachgingen.
Dieter Pothmann wurde am 14. Juni 2023 auf dem Südfriedhof Düsseldorf beigesetzt.

## Ehrungen
- 1996 Walter-Brecht-Medaille des Vereins Zellcheming
- 2018 Verleihung des Ehrenrings Papiergeschichte durch den Verein Zellcheming

## Veröffentlichungen
- Altpapier als Rohstoff. In: Das Papier 49 (1995), Nr. 10A, S. V65–V69.
- Altpapiereinsatz im 18. Jahrhundert. In: Wochenblatt für Papierfabrikation 124 (1996), Nr. 3, S. 80–86.
- Ein Papiermacherleben im vergangenen Jahrhundert (aus den Lebenserinnerungen meines Ururgroßvaters, Teil 1). In: Wochenblatt für Papierfabrikation 115 (1987), S. 64–72; Teil 2, ebenda 116 (1988), S. 53–62, Teil 3, ebenda, 117 (1989), S. 53–62.
- Johannes Oechelhaeuser, einer der ersten deutschen Papiermaschinen-Hersteller. In: Wochenblatt für Papierfabrikation 128 (2000), Nr. 3, S. 102–115.
- Reisen zu den Anfängen des Papiers. In: IPH Congress Book 15 (2004), S. 167–188.